# 前747年
| 千纪： | 前1千纪 |
| 世纪： | 前9世纪 \| 前8世纪 \| 前7世纪 |
| 年代： | 前770年代 \| 前760年代 \| 前750年代 \| 前740年代 \| 前730年代 \| 前720年代 \| 前710年代 |
| 年份： | 前752年 \| 前751年 \| 前750年 \| 前749年 \| 前748年 \| 前747年 \| 前746年 \| 前745年 \| 前744年 \| 前743年 \| 前742年                                                                                              |
| 纪年： | 甲午年（馬年）；周平王二十四年；魯惠公二十二年；齊莊公四十八年；晉文侯三十四年；秦文公十九年；楚霄敖十一年；宋宣公元年；衛莊公十一年；陳文公八年；蔡宣公三年；曹桓公十年；鄭武公二十四年；燕鄭侯十八年；杞武公四年 |

## 大事記
- 2月26日，那布·那西尔（Nabonassar）即位，成為巴比倫尼亞国王。